# Ivana Čeňková
Ivana Čeňková (* 21. ledna 1954, Praha) je česká konferenční tlumočnice, překladatelka, translatoložka a profesorka působící na Ústavu translatologie Filozofické fakulty Univerzity Karlovy v Praze.

## Život
Ivana Čeňková vystudovala v letech 1973–1978 francouzštinu a ruštinu na Katedře překladatelství a tlumočnictví Filozofické fakulty Univerzity Karlovy v Praze. V průběhu sedmdesátých let absolvovala i dva šestiměsíční zahraniční studijní pobyty, v letech 1975–1976 v Moskvě, v letech 1978–1979 v Paříži. Roku 1980 získala titul doktorky filozofie a v roce 1986 titul kandidátky věd, když obhájila svou kandidátskou disertační práci Teoretické aspekty procesu překladu a tlumočení (na rusko-českém materiálu). Již od osmdesátých let vyučuje na pražské filozofické fakultě. V roce 1993 obhájila habilitační práci a stala se docentkou pro obor překladatelství a tlumočnictví. V roce 2008 byla jmenována profesorkou pro obor translatologie.
Jako tlumočnice pracuje pro instituce Evropské unie. Tlumočila na nejvyšší úrovni pro prezidenta Václava Havla, při státních návštěvách apod.

## Vyznamenání
- 2003 Řád akademických palem rytíř

V roce 2003 jí byl udělen titul rytíře Řádu akademických palem (Chevalier de l'Ordre des Palmes académiques) – vyznamenání udílené předsedou vlády Francouzské republiky za šíření francouzského jazyka a kultury.